# Bona Pau
Bona Pau és una revista mensual d'informació local de la vila de Montuïri (Mallorca).

## Història

### Orígens i primera etapa (1952)
La publicació sortí per primer cop al carrer el 27 de gener de 1952 en forma de full parroquial gràcies a la iniciativa del rector de llavors Bernat Martorell Nicolau. El nom prové de la Mare de Déu de la Bona Pau venerada al puig de Sant Miquel dins el mateix municipi. El format era d'octaveta que imprimia a la Imprenta Rosselló de Porreres, la llengua era la castellana i en aquesta primera etapa només en sortiren tres números fins al mes de març. La informació que incloïa eren un comentari de l'Evangeli del temps litúrgic, el moviment demogràfic parroquial, captes, col·lectes, consells útils, suggeriments. costums i alguns advertiments. Els tres primers números no tingueren continuïtat per la manca de mitjans, col·laboradors i implicació de la comunitat. El primer format va propiciar el nom popular de la revista coneguda com a "sa fulla de la Bona Pau".

### Segona etapa (1953-1980)
La voluntat del rector Bernat Martorell no defallí i el 1953 convencé al mestre d'escola Onofre Arbona Miralles perquè col·laborés activament en la reedició de la revista. Martorell i Arbona aconseguiren ajuntar un grup de col·ladors format per Gabriel Ferrer, Miquel Martorell, Gabriel Rossinyol, Bartomeu Verger i el poeta i dramaturg Pere Capellà. Així el juny de 1953 aparegué el número 4 en format de quartilla amb quatre pàgines i també en llengua castellana. Per acostar Bona Pau als habitants de la vila es feu una campanya de subscripció per part d'algunes joves del poble, tot i que en aquesta etapa era de franc.
Les seccions que s'afegiren atorgaren més contingut a Bona Pau. El secretari de l'ajuntament Bartomeu Verger era autor de "Notícias históricas", Miquel Martorell escrivia la "Selección de amenidades" amb algunes referències cinematogràfiques i Gabriel Rossinyol col·laborava amb "Sugerencias y opiniones" on provava d'inserir el sentir del poble. A partir del número 5 aparegué la primera ressenya esportiva que feia referència al CE Montuïri
La situació política marcada per la Dictadura Franquista comportava un control ferri sobre les publicacions. Les autoritats obligaren a regularitzar la revista i l'octubre de 1953 s'obtenia el permís oficial. La relació amb l'Església, era un full parroquial, facilità la legalització però no alliberà la publicació de la censura imperant. En aquesta segona etapa es començà a imprimir a la Imprempta Escola Natzaret d'El Terreno (Palma).Per acostar Bona Pau als habitants de la vila es feu una campanya de subscripció per part d'algunes joves del poble l'abril de 1954, tot i que en aquesta etapa era de franc. Gran part de l'actualitat del moment girava entorn de la parròquia com a dinamitzadora del poble i titular de la revista.
El 1955 el rector Bernat Martorell, fundador de la revista, abandona el poble per a traslladar-se al Perú. L'any 1958 s'estrena una nova capçalera que no agradà i durà poc temps, aquest mateix any s'aconsegueix el dipòsit legal PM 133-1958. El juny de 1961 es publica el número 100 amb una edició extraordinària de vuit pàgines a dues tintes.
El ressò del Concili Vaticà II també arribà (1962-1965) a la revista montuirera que s'adaptà als aires d'obertura que arribaven des de Roma.. El canvi d'impremta des de Cristina a Gráficas Bellever es feu a començaments de 1962. Un any després comença a incloure's la informació mensual sobre pluviometria. El 1965 la revista tenia una tirada de 400 exemplars (la majoria repartits entre Montuïri i Palma) i aquell mateix any es repartí entre els subscriptors una biografia del missioner montuirer Miquel Rubí Pocoví (1831-1907). Cal recordar que durant tota la majoria d'aquesta etapa figura legalment com a director Miquel Caldentey Salaverri perquè la llei exigia que la revista fos regida per algú amb títol de periodista encara que a la pràctica no fos així. L'octubre de 1965 apareix el número 200 amb un especial de vuit pàgines i l'estrena d'una nova capçalera que perviurà durant dècades.
L'any 1971 Honorat Moll començà com encarregat de les notícies locals. El gener de 1972 entra com a col·laborador el filòleg Joan Miralles Monserrat i amb ell el primer text en català de la revista. L'obertura democràtica permet que el 1978 puguin a aparèixer a la revista els vertaders responsables. El director Onofre Arbona Miralles i els redactors Joan Miralles Monserrat, Gabriel Gomila Jaume i Honorat Moll Ribas. L'agost de 1979 la majoria de la publicació ja es redactava en la llengua del país i s'imprimia a Gráficas Ramon. Un any després Honorat Moll cessava per voluntat pròpia com a col·laborador i es torna a canviar d'impremta per encara la nova etapa.

### Tercera etapa (1981-actualitat)
La Transició Democràtica que vivia l'estat espanyol també afectà la Bona Pau que el gener de 1981 apareixia a la cita amb els lectors amb un format de revista més ampliat i ja completament en català. L'arribada del nou rector Bartomeu Tauler, les ganes del director Onofre Arbona i l'entusiasme de redactors com Gabriel Gomila i Joan Miralles ajudaren a la millora de la publicació. Gomila augmentarà la secció d'esports i arribarà a ser redactor en cap de la revista, Miralles seguirà portant les qüestions d'història oral i tradicions Les modificacions també suposaren la incorporació de nous col·laboradors com Miquel Martorell Fullana, Raimundo Arbona, Catalina Sastre, Joana Mas i grups que hi escrivien esporàdicament. Apareixen les seccions "A Montuïri s'ha dit que" i "Dos dits de seny". En aquesta nova etapa es començà a imprimir a Apóstol y Civilizador dels Franciscans de Petra.
El 1986 es publica el número 400 amb un extraordinari de 24 pàgines amb abundants fotografies i diversos articles de personalitats locals i externes entre les quals destaca els texts del president de les Illes Balears, Gabriel Cañellas, i del president del Consell Insular de Mallorca, Jeroni Albertí. La celebració del 35è aniversari el gener de 1987 fou més austera però el mes següent la Correduria d'Assegurances Gomila publicava el primer anunci del poble a la revista.
Entre les dècades dels 80 i 90 s'incorporen nous col·laboradors com Guillem Mas (articles sobre Història), Antoni Mateu (opinió sota diversos pseudònims), Josep Oliver Verd, Joan Barceló Cerdà, Melcior Nicolau Jaume, el retorn de Miquel Martorell o Felip Munar Munar.

## Seccions
- Editorial: L'opinió del director
- Dos dits de seny: Text de caràcter moralitzant
- Opinió: Articles d'opinió de diversos col·laboradors
- Vint-i-cinc anys: Hemeroteca amb texts i fotografies de la revista 25 anys enrere.
- Per Montuïri s'ha dit que...: Comentaris breus, xafarderies i curiositats que s'han sentit pel poble
- L'ajuntament informa: Plana d'informació institucional del consistori
- Noticiari local: Crònica dels esdeveniments que han tingut lloc durant el mes
- De la vila: Algun text sobre algun aspecte de Montuïri
- Breus: Notícies que han aparegut als diaris o relacionades amb la localitat
- sa Glosa d'en Macià: Composició poètica popular del glosador Macià Ferrer
- Entrevistes: Converses amb diverses persones del poble, en algun número s'anomena Presència jove
- Finestra dels partits polítics: Opinió dels partits polítics de l'oposició
- Història, Cultura o Divulgació: Article relacionat amb la història, la cultura o algun altre aspecte de patrimoni cultural
- Fora vila: Text sobre el món rural
- Esports: Notícies sobre futbol, ciclisme, atletisme, bàsquet, etc.
- Església en camí: Relació de noves sobre la parròquia i algun text cristià
- Miscel·lània: Demografia, Temps passat, Cuinar en casa, Pluviometria, Fases de la lluna, Apotecaries, etc
- Fotografia de mitjan segle: Imatges del poble de la meitat del segle XX
- Fotografies: Diverses presses sobre els actes que han tingut lloc al poble.

## Col·laboradors
Joan Miralles i Monserrat, Guillem Mas Miralles, Melcior Nicolau Jaume, Catalina Barceló Mayol, Felip Munar i Munar, Gabriel Camps Ferrer, Lluís Servera Sitjar, Mª Antònia Rigo Gallard, Isabel Mayol Manera, Mateu Moll Ramonell, Joan Artur Boardman, Joan Antoni Ramonell Miralles, Joan Socies Fiol, Francesc Canuto Bauçà, Gabriel Mayol Arbona i Pep Mas Tugores.